# Сакун, Фёдор Павлович
Фёдор Па́влович Саку́н (укр. Федір Павлович Сакун, 25 августа 1929 год, село Козаровка, Каневский район, Черкасская область) — украинский коммунистический деятель, председатель колхоза имени Войкова Нижнегорского района Крымской области. Герой Социалистического Труда (1971). Член ЦК КПУ (1976—1986).

## Биография
Родился 25 августа 1929 года в крестьянской семье в селе Козаровка Каневского района Черкасской области (по другим данным — в селе Антоновка Кагарлыкского района Киевской области).
В 1956 году вступил в КПСС. В феврале 1959 года избран председателем колхоза имени Войкова Нижнегорского района. В 1964 году окончил Крымский сельскохозяйственный институт имени Калинина.
В 1971 году удостоен звания Героя Социалистического Труда. Избирался делегатом XXV съезда КПУ. С 1976 по 1986 год был членом ЦК КПУ.
После выхода на пенсию проживал в селе Новогригорьевка Нижнегорского района.

## Награды
- Герой Социалистического Труда — указом Президиума Верховного Совета СССР от 8 апреля 1971 года
- Орден Ленина
- Почётный гражданин Нижнегорского района
- Заслуженный работник агропромышленного комплекса Автономной Республики Крым[2]